# Monclar (Gers)
Monclar település Franciaországban, Gers megyében. Lakosainak száma 225 fő (2022. január 1.). Monclar Labastide-d’Armagnac, Cazaubon, Estang, Larée, Lias-d’Armagnac és Mauléon-d’Armagnac községekkel határos.

## Népesség
A település népességének változása:
| Lakosok száma | 162  | 144  | 153  | 172  | 194  | 186  | 192  | 211  | 218  | 225  |
|               | 1968 | 1982 | 1990 | 2006 | 2013 | 2015 | 2017 | 2019 | 2020 | 2022 |